# Kulturdeutscher
Der Begriff Kulturdeutscher bezeichnet eine Person, die als Teil einer „deutschen Kulturnation“ gesehen wird, aber nicht die deutsche Staatsangehörigkeit besitzt.

## Deutschland
Ursprünglich wurde der Begriff in Debatten über das Einbürgerungsrecht in der Weimarer Republik als Gegensatz zum Konzept der „Deutschstämmigkeit“ verwendet. So wollte der preußische Innenminister Albert Grzesinski 1927 die Bezeichnung „Kulturdeutscher“ als Kriterium im Einbürgerungsverfahren verwenden. Er wollte den Begriff über messbare Kriterien näher definieren, so z. B. mit einer Verbindung zu einer jetzt oder früher in Deutschland ansässigen Familie, mit Geburt oder Aufwachsen in einem deutschsprachigen Gebiet, dem Besuch deutscher Schulen, deutschen Namen sowie mit der Bewahrung deutscher Sitte und Sprache. Die Religion sollte explizit keine Rolle spielen. Grzesinski konnte sich mit dieser Haltung nicht gegen eine Mehrheit der Länder durchsetzen, die „Deutschstämmigkeit“ als Einbürgerungskriterium verwenden wollten. Somit setzte sich das Abstammungsprinzip durch, das sich in extremer Form gegen Russen, Polen und „Ostjuden“ richtete, die zunehmend über die Abstammung und „Rasse“ definiert wurden.

## Österreich
In Österreich wird der Begriff vor dem Hintergrund der gemeinsamen Geschichte im Heiligen Römischen Reich Deutscher Nation bis 1806, der Kleindeutschen Lösung 1871, dem Zerfall der Habsburgermonarchie 1918, der sog. Wiedervereinigung Österreichs mit dem Deutschen Reich 1938, dem Anschlussverbot nach Ende der nationalsozialistischen Herrschaft und dem österreichischen Staatsvertrag 1955 hauptsächlich im Dritten Lager verwendet. Die Behauptung, dass Österreich ein Teil der deutschen Kulturnation sei, ist Ausdruck eines ethnischen Deutschnationalismus und Absage an eine eigenständige österreichische Identität.
Als Kulturdeutsche haben sich beispielsweise Andreas Mölzer, Martin Graf und Gerhard Pendl bezeichnet.
Günther Nenning bezeichnete die Österreicher ungeachtet ihrer österreichischen Staatsbürgerschaft allgemein als
„nach Geschichte und Sprache kulturdeutsch und österreichischnational“.